# Alfons III. (Portugal)

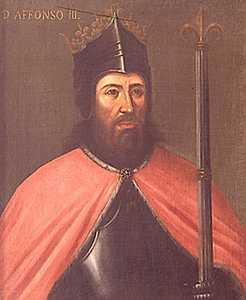
König Alfons III. von Portugal

Alfons III.  genannt der Wiederhersteller (portugiesisch Dom Afonso III, o Bolonhês) (* 5. Mai 1210 in Coimbra; † 16. Februar 1279 in Lissabon) war der fünfte König von Portugal aus dem Hause Burgund. Er regierte von 1248 bis zu seinem Tode 1279.

## Leben
Alfons III. wurde als jüngerer Sohn König Alfons II. und der Urraca von Kastilien geboren. Nach dem Tode seines Vaters übernahm zunächst sein älterer Bruder Sancho II. den portugiesischen Thron. Alfons ging deshalb an den französischen Königshof, wo seine Tante mütterlicherseits Blanka von Kastilien, die Witwe König Ludwigs VIII., als Regentin und Königsmutter einen großen Einfluss hatte.
Durch Heirat mit Mathilde, einer geborenen Gräfin der Boulogne, erwarb er 1235 diese Grafschaft. Zu diesem Zeitpunkt befand sich Portugal gerade in einem schweren Konflikt zwischen König Sancho II. und der katholischen Kirche. Blanche von Kastilien sah eine Chance, Portugal, den traditionellen Alliierten des damaligen französischen Gegners England, ins pro-französische Lager zu ziehen, und unterstützte deshalb Alfons im Kampf gegen seinen Bruder. Sie erreichte, dass Papst Innozenz IV. 1245 auf dem Konzil von Lyon Alfons zum Verwalter Portugals ernannte („cura et administratio generalis et libera“) und damit de facto die Absetzung Sanchos verfügte. Alfons begab sich nach Portugal. Nach einem Bürgerkrieg gelang es ihm, seinen Bruder zu besiegen und die Regentschaft über Portugal zu übernehmen. Nach dem Tod seines Bruders im Jahr 1248 bestieg er dann selbst den portugiesischen Thron.
Alfons gelang 1250/1251 die Eroberung der Algarve. Damit war die Reconquista in Portugal abgeschlossen, die Mauren waren aus dem Land vertrieben. In der Folge förderte er weitblickend die Neubesiedlung der neueroberten Gebiete und die Landwirtschaft und genoss große Anhänglichkeit im Volk. 1256 verlegte er die Hauptstadt von Coimbra nach Lissabon. 
Von Matilde trennte er sich, da ihm diese nach zwei früh gestorbenen Söhnen keine Kinder mehr gebären konnte. Dies zog den Kirchenbann nach sich, da er seine zweite Frau, Beatrix von Kastilien, heiratete, bevor die erste Ehe annulliert worden war. Zwar konnte er sich aus dem Bann wieder lösen, der erneute Versuch die Rechte der Kirche zu beschneiden, zumindest deren massive Expansionsbestrebungen einzudämmen, führte aber zu großem Streit mit den Päpsten, die ihn neuerlich bannten und das Land mit dem Interdikt belegten.

## Familie

### Vorfahren
| Alfons I. von Portugal (1109–1185) | Alfons I. von Portugal (1109–1185) | Alfons I. von Portugal (1109–1185) | Alfons I. von Portugal (1109–1185) | Alfons I. von Portugal (1109–1185) | Alfons I. von Portugal (1109–1185) |                                    |                                    | Mathilde von Savoyen (1125–1157)   | Mathilde von Savoyen (1125–1157)   | Mathilde von Savoyen (1125–1157) | Mathilde von Savoyen (1125–1157) | Mathilde von Savoyen (1125–1157)    | Mathilde von Savoyen (1125–1157)    |                                     |                                     | Raimund Berengar IV. (1113–1162)    | Raimund Berengar IV. (1113–1162)    | Raimund Berengar IV. (1113–1162) | Raimund Berengar IV. (1113–1162) | Raimund Berengar IV. (1113–1162) | Raimund Berengar IV. (1113–1162) |                                 |                                 | Petronella von Aragón (1136–1173) | Petronella von Aragón (1136–1173) | Petronella von Aragón (1136–1173) | Petronella von Aragón (1136–1173) | Petronella von Aragón (1136–1173)    | Petronella von Aragón (1136–1173) |  |  | Sancho III. von Kastilien (1133–1158) | Sancho III. von Kastilien (1133–1158) | Sancho III. von Kastilien (1133–1158) | Sancho III. von Kastilien (1133–1158) | Sancho III. von Kastilien (1133–1158)  | Sancho III. von Kastilien (1133–1158)  |                                        |                                        | Blanka von Navarra (?–1157)            | Blanka von Navarra (?–1157)            | Blanka von Navarra (?–1157) | Blanka von Navarra (?–1157) | Blanka von Navarra (?–1157)      | Blanka von Navarra (?–1157)      |                                  |                                  | Heinrich II. Plantagenet (1133–1189) | Heinrich II. Plantagenet (1133–1189) | Heinrich II. Plantagenet (1133–1189) | Heinrich II. Plantagenet (1133–1189) | Heinrich II. Plantagenet (1133–1189) | Heinrich II. Plantagenet (1133–1189) |                                  |                                  | Eleonore von Aquitanien (1122–1204) | Eleonore von Aquitanien (1122–1204) | Eleonore von Aquitanien (1122–1204) | Eleonore von Aquitanien (1122–1204) | Eleonore von Aquitanien (1122–1204) | Eleonore von Aquitanien (1122–1204) |
| Alfons I. von Portugal (1109–1185) | Alfons I. von Portugal (1109–1185) | Alfons I. von Portugal (1109–1185) | Alfons I. von Portugal (1109–1185) | Alfons I. von Portugal (1109–1185) | Alfons I. von Portugal (1109–1185) |                                    |                                    | Mathilde von Savoyen (1125–1157)   | Mathilde von Savoyen (1125–1157)   | Mathilde von Savoyen (1125–1157) | Mathilde von Savoyen (1125–1157) | Mathilde von Savoyen (1125–1157)    | Mathilde von Savoyen (1125–1157)    |                                     |                                     | Raimund Berengar IV. (1113–1162)    | Raimund Berengar IV. (1113–1162)    | Raimund Berengar IV. (1113–1162) | Raimund Berengar IV. (1113–1162) | Raimund Berengar IV. (1113–1162) | Raimund Berengar IV. (1113–1162) |                                 |                                 | Petronella von Aragón (1136–1173) | Petronella von Aragón (1136–1173) | Petronella von Aragón (1136–1173) | Petronella von Aragón (1136–1173) | Petronella von Aragón (1136–1173)    | Petronella von Aragón (1136–1173) |  |  | Sancho III. von Kastilien (1133–1158) | Sancho III. von Kastilien (1133–1158) | Sancho III. von Kastilien (1133–1158) | Sancho III. von Kastilien (1133–1158) | Sancho III. von Kastilien (1133–1158)  | Sancho III. von Kastilien (1133–1158)  |                                        |                                        | Blanka von Navarra (?–1157)            | Blanka von Navarra (?–1157)            | Blanka von Navarra (?–1157) | Blanka von Navarra (?–1157) | Blanka von Navarra (?–1157)      | Blanka von Navarra (?–1157)      |                                  |                                  | Heinrich II. Plantagenet (1133–1189) | Heinrich II. Plantagenet (1133–1189) | Heinrich II. Plantagenet (1133–1189) | Heinrich II. Plantagenet (1133–1189) | Heinrich II. Plantagenet (1133–1189) | Heinrich II. Plantagenet (1133–1189) |                                  |                                  | Eleonore von Aquitanien (1122–1204) | Eleonore von Aquitanien (1122–1204) | Eleonore von Aquitanien (1122–1204) | Eleonore von Aquitanien (1122–1204) | Eleonore von Aquitanien (1122–1204) | Eleonore von Aquitanien (1122–1204) |
|                                    |                                    |                                    |                                    |                                    |                                    |                                    |                                    |                                    |                                    |                                  |                                  |                                     |                                     |                                     |                                     |                                     |                                     |                                  |                                  |                                  |                                  |                                 |                                 |                                   |                                   |                                   |                                   |                                      |                                   |  |  |                                       |                                       |                                       |                                       |                                        |                                        |                                        |                                        |                                        |                                        |                             |                             |                                  |                                  |                                  |                                  |                                      |                                      |                                      |                                      |                                      |                                      |                                  |                                  |                                     |                                     |                                     |                                     |                                     |                                     |
|                                    |                                    |                                    |                                    | Sancho I. von Portugal (1154–1211) | Sancho I. von Portugal (1154–1211) | Sancho I. von Portugal (1154–1211) | Sancho I. von Portugal (1154–1211) | Sancho I. von Portugal (1154–1211) | Sancho I. von Portugal (1154–1211) |                                  |                                  |                                     |                                     |                                     |                                     |                                     |                                     |                                  |                                  | Dulce von Barcelona (1160–1198)  | Dulce von Barcelona (1160–1198)  | Dulce von Barcelona (1160–1198) | Dulce von Barcelona (1160–1198) | Dulce von Barcelona (1160–1198)   | Dulce von Barcelona (1160–1198)   |                                   |                                   |                                      |                                   |  |  |                                       |                                       |                                       |                                       | Alfons VIII. von Kastilien (1155–1214) | Alfons VIII. von Kastilien (1155–1214) | Alfons VIII. von Kastilien (1155–1214) | Alfons VIII. von Kastilien (1155–1214) | Alfons VIII. von Kastilien (1155–1214) | Alfons VIII. von Kastilien (1155–1214) |                             |                             |                                  |                                  |                                  |                                  |                                      |                                      |                                      |                                      | Eleonore Plantagenet (1161–1214)     | Eleonore Plantagenet (1161–1214)     | Eleonore Plantagenet (1161–1214) | Eleonore Plantagenet (1161–1214) | Eleonore Plantagenet (1161–1214)    | Eleonore Plantagenet (1161–1214)    |                                     |                                     |                                     |                                     |
|                                    |                                    |                                    |                                    | Sancho I. von Portugal (1154–1211) | Sancho I. von Portugal (1154–1211) | Sancho I. von Portugal (1154–1211) | Sancho I. von Portugal (1154–1211) | Sancho I. von Portugal (1154–1211) | Sancho I. von Portugal (1154–1211) |                                  |                                  |                                     |                                     |                                     |                                     |                                     |                                     |                                  |                                  | Dulce von Barcelona (1160–1198)  | Dulce von Barcelona (1160–1198)  | Dulce von Barcelona (1160–1198) | Dulce von Barcelona (1160–1198) | Dulce von Barcelona (1160–1198)   | Dulce von Barcelona (1160–1198)   |                                   |                                   |                                      |                                   |  |  |                                       |                                       |                                       |                                       | Alfons VIII. von Kastilien (1155–1214) | Alfons VIII. von Kastilien (1155–1214) | Alfons VIII. von Kastilien (1155–1214) | Alfons VIII. von Kastilien (1155–1214) | Alfons VIII. von Kastilien (1155–1214) | Alfons VIII. von Kastilien (1155–1214) |                             |                             |                                  |                                  |                                  |                                  |                                      |                                      |                                      |                                      | Eleonore Plantagenet (1161–1214)     | Eleonore Plantagenet (1161–1214)     | Eleonore Plantagenet (1161–1214) | Eleonore Plantagenet (1161–1214) | Eleonore Plantagenet (1161–1214)    | Eleonore Plantagenet (1161–1214)    |                                     |                                     |                                     |                                     |
|                                    |                                    |                                    |                                    |                                    |                                    |                                    |                                    |                                    |                                    |                                  |                                  |                                     |                                     |                                     |                                     |                                     |                                     |                                  |                                  |                                  |                                  |                                 |                                 |                                   |                                   |                                   |                                   |                                      |                                   |  |  |                                       |                                       |                                       |                                       |                                        |                                        |                                        |                                        |                                        |                                        |                             |                             |                                  |                                  |                                  |                                  |                                      |                                      |                                      |                                      |                                      |                                      |                                  |                                  |                                     |                                     |                                     |                                     |                                     |                                     |
|                                    |                                    |                                    |                                    |                                    |                                    |                                    |                                    |                                    |                                    |                                  |                                  | Alfons II. von Portugal (1185–1223) | Alfons II. von Portugal (1185–1223) | Alfons II. von Portugal (1185–1223) | Alfons II. von Portugal (1185–1223) | Alfons II. von Portugal (1185–1223) | Alfons II. von Portugal (1185–1223) |                                  |                                  |                                  |                                  |                                 |                                 |                                   |                                   |                                   |                                   |                                      |                                   |  |  |                                       |                                       |                                       |                                       |                                        |                                        |                                        |                                        |                                        |                                        |                             |                             | Urraca von Kastilien (1186–1220) | Urraca von Kastilien (1186–1220) | Urraca von Kastilien (1186–1220) | Urraca von Kastilien (1186–1220) | Urraca von Kastilien (1186–1220)     | Urraca von Kastilien (1186–1220)     |                                      |                                      |                                      |                                      |                                  |                                  |                                     |                                     |                                     |                                     |                                     |                                     |
|                                    |                                    |                                    |                                    |                                    |                                    |                                    |                                    |                                    |                                    |                                  |                                  | Alfons II. von Portugal (1185–1223) | Alfons II. von Portugal (1185–1223) | Alfons II. von Portugal (1185–1223) | Alfons II. von Portugal (1185–1223) | Alfons II. von Portugal (1185–1223) | Alfons II. von Portugal (1185–1223) |                                  |                                  |                                  |                                  |                                 |                                 |                                   |                                   |                                   |                                   |                                      |                                   |  |  |                                       |                                       |                                       |                                       |                                        |                                        |                                        |                                        |                                        |                                        |                             |                             | Urraca von Kastilien (1186–1220) | Urraca von Kastilien (1186–1220) | Urraca von Kastilien (1186–1220) | Urraca von Kastilien (1186–1220) | Urraca von Kastilien (1186–1220)     | Urraca von Kastilien (1186–1220)     |                                      |                                      |                                      |                                      |                                  |                                  |                                     |                                     |                                     |                                     |                                     |                                     |
|                                    |                                    |                                    |                                    |                                    |                                    |                                    |                                    |                                    |                                    |                                  |                                  |                                     |                                     |                                     |                                     |                                     |                                     |                                  |                                  |                                  |                                  |                                 |                                 |                                   |                                   |                                   |                                   |                                      |                                   |  |  |                                       |                                       |                                       |                                       |                                        |                                        |                                        |                                        |                                        |                                        |                             |                             |                                  |                                  |                                  |                                  |                                      |                                      |                                      |                                      |                                      |                                      |                                  |                                  |                                     |                                     |                                     |                                     |                                     |                                     |
|                                    |                                    |                                    |                                    |                                    |                                    |                                    |                                    |                                    |                                    |                                  |                                  |                                     |                                     |                                     |                                     |                                     |                                     |                                  |                                  |                                  |                                  |                                 |                                 |                                   |                                   |                                   |                                   | Alfons III. von Portugal (1210–1279) |                                   |  |  |                                       |                                       |                                       |                                       |                                        |                                        |                                        |                                        |                                        |                                        |                             |                             |                                  |                                  |                                  |                                  |                                      |                                      |                                      |                                      |                                      |                                      |                                  |                                  |                                     |                                     |                                     |                                     |                                     |                                     |

### Nachfahren

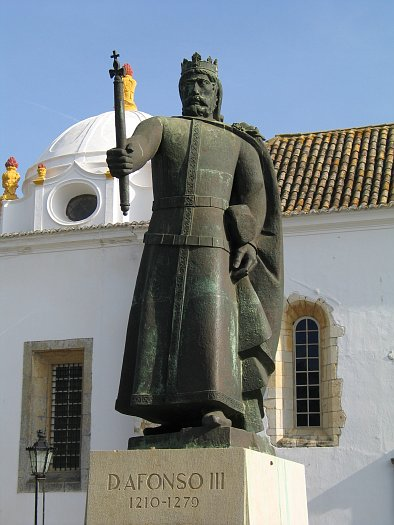
König Alfons III.-Statue in Faro

Kinder aus der ersten Ehe mit Gräfin Mathilde von Dammartin aus dem Haus Mello
- Roberto (* 1239)

Kinder aus der zweiten Ehe mit Beatrix von Kastilien, einer Tochter des Königs von Kastilien und römisch-deutschen Königs Alfons X.
- Branca (* 28. Februar 1259; † 25. April 1321), Nonne
- Fernando (* 1260; † 1262)
- Dionysius (D. Diniz) (* 9. Oktober 1261; † 7. Januar 1325), Nachfolger auf dem Thron
- Afonso, Herr von Portalegre (* 6. Februar 1263; † 2. Januar 1312)
- Sancha (* 2. Februar 1264; † 1279)
- Maria (* 2. November 1264; † 1284), Nonne
- Constança (* 1266; † 23. November 1271)
- Vicente (* 22. Januar 1268; † 1271)

Außerdem hatte er noch folgende uneheliche Kinder:
Aus seiner Beziehung mit Madragana (später Mór Afonso):
- Martím Afonso, genannt „Chichorro“ (1249–1299): Vorfahre des Hauses Oriola
- Urraca Afonso

Aus seiner Beziehung mit Maria Peres de Enxara:
- Afonso Diniz

Aus weiteren Beziehungen:
- Fernando Afonso
- Gil Afonso
- Rodrigo Afonso
- Leonor Afonso
- Leonor Afonso
- Urraca Afonso
- Henrique Afonso